# チュウガタコガネグモ
チュウガタコガネグモ Argiope boesenbergi はコガネグモ科のクモの1種。コガネグモに似て、やや小柄で腹部の黒い帯が網目状になっている。

## 特徴
体長は雌が17mm程度、雄が5mmほど。以下、雌について記す。頭胸部の背甲は扁平で頸溝（頭部と胸部の境界）や放射溝(中央から歩脚に向かって伸びる)は明瞭で、中窩(中央のくぼみ)は横長で両端が後ろに下がる。8眼2列で前後両列とも前曲(両端が中央より前より)だが後列の方がその程度が強い。側眼のある部分は盛り上がり、側眼はその横側にある。中央4眼を囲む方形(中眼域)は縦長で、前の方が幅が狭くなっている。後中眼間(後列中央の眼の間の距離)は眼の直径の約3倍となっている。下顎は方形で、下唇は偏五角形。胸板の後方は鈍く尖っており、第4脚の基部同士を離す。歩脚はがっしりとしており多数の棘が生えている。腹部は五角形でその背中は多少扁平になっている。
背甲には黄色の地に黒い大型の蝶のような模様があるが、その表面には一面に白い毛が生えており、生体では明確には見えない。胸板は黒で中央が縦向きに白い模様となる。蝕肢は黄色で、歩脚は黒褐色に黄色の環状紋が入る。腹部は黄色の地に黒の横帯があるが、その一部は前後につながって網状となっている。
雄は小さく全体に黒褐色を呈し、背甲は無毛で表面がなめらか、腹部背面の模様も明瞭ではない。

## 生態など
標準的な円網を垂直に張る。X字型の隠れ帯、あるいはその一部を網につける。成虫の出現は6-8月。産卵時には網のそばに不規則に糸を貼り合わせた「網」を作り、そこに卵嚢をつける。卵嚢は淡緑色で250-600個の卵を含む。

## 分布
日本では本州、四国、九州と南西諸島に知られ、国外では台湾、韓国、中国に分布がある。なお、東北地方では採集記録がごく少ないという。
樹林地の林縁や林道周りなどの草地、低木の間にすみ、平地より山地に多いとも言うが、そうでないという声もあり、はっきりしない。

## 類似種など
日本にコガネグモ属のものは7種が知られるが、雌では大きさや斑紋でほぼ区別できる。雄は小さくて斑紋も不明瞭なので判断は難しいが、野外で見つかるのは普通は雌のそばなので判別は容易である。もちろん正確な同定には生殖器の構造を確認する必要はある。
なお本種の和名はコガネグモより小さいがコガタコガネグモよりは大きい、ということと思われる。